# Vampire Heart
"Vampire Heart" es una canción de la banda finlandesa HIM. Es la primera canción del álbum Dark Light y fue lanzada como el segundo sencillo de la banda de 2005. Solo salió a la venta como sencillo de vinilo en 7" junto con un calendario de la banda.